# 张应镇
张应镇原是中国山东省青岛市胶州市下辖的一个镇，现已撤销。

## 行政区划
张应镇下辖白庙子村、西张应村、臧家庄村、大埠头村、大草泊村、大河流村、大孟慈村、大朱戈村、东安家沟村、东青杨杭村、东张应村、陡岭后村、高家庄村、高山沟村、河流董村、河流孟村、河流史村、后芦村、后小河崖村、集南头村、梁家屯村、龙王庙村、前官庄村、前芦村、前小河崖村、曲家庄村、染坊庄村、石崖子村、史家屯村、寺前村、寺西村、宋家庄村、王家兰村、王子山村、西安家沟村、西官庄村、西青杨杭村、小埠头村、小草泊村、辛屯村、闫家屯村、洋河崖村、于家村、院后村、赵家岭村、赵家庄村、周家小庄村、朱戈刘村。